# Högseröds församling
Högseröds församling var en församling i Lunds stift och i Eslövs kommun. Församlingen uppgick 2006 i Löberöds församling.

## Administrativ historik
Församlingen har medeltida ursprung.
Församlingen var under medeltiden möjligen i pastorat med Hörby församling för att därefter till 1962 utgöra ett eget pastorat. Från 1962 till 2006 moderförsamling i pastoratet Högseröd, Harlösa och Hammarlunda. Församlingen uppgick 2006 i Löberöds församling.

## Kyrkor
- Högseröds kyrka